# Торре-ду-Пиньян
Торре-ду-Пиньян (порт. Torre do Pinhão)  —  район (фрегезия) в Португалии,  входит в округ Вила-Реал. Является составной частью муниципалитета  Саброза. По старому административному делению входил в провинцию Траз-уж-Монтиш и Алту-Дору. Входит в экономико-статистический  субрегион Доуру, который входит в Северный регион. Население составляет 404 человека на 2001 год. Занимает площадь 14,51 км².